# 843
Раннє Середньовіччя •  Епоха вікінгів •  Золота доба ісламу •  Реконкіста

## Геополітична ситуація
У Східній Римській імперії триває правління Михаїла III. Каролінзька імперія розділилася на три королівства: Західно-Франкське, Серединне та Східно-Франкське. Північ Італії належить Серединному королівству, Рим і Равенна під управлінням Папи Римського, герцогства на південь від Римської області незалежні, деякі області на півночі та на півдні належать Візантії. Піренейський півострів, окрім Королівства Астурія та Іспанської марки, займає Кордовський емірат. Вессекс підпорядкував собі більшу частину Англії, почалося вторгнення данів. Існують слов'янські держави: Перше Болгарське царство, Велика Моравія, Блатенське князівство.
Аббасидський халіфат очолив аль-Васік. У Китаї править династія Тан. Велика частина Індії під контролем імперії Пала, почалося піднесення Пратіхари. В Японії триває період Хей'ан. Хозарський каганат підпорядкував собі кочові народи на великій степовій території між Азовським морем та Аралом. Територію на північ від Китаю захопили єнісейські киргизи.
На території лісостепової України в IX столітті літописці згадують слов'янські племена білих хорватів, бужан, волинян, деревлян, дулібів, полян, сіверян, тиверців, уличів. У Північному Причорномор'ї співіснують різні кочові племена, зокрема булгари, хозари, алани, тюрки, угри, кримські готи. Херсонес Таврійський належить Візантії.

## Події

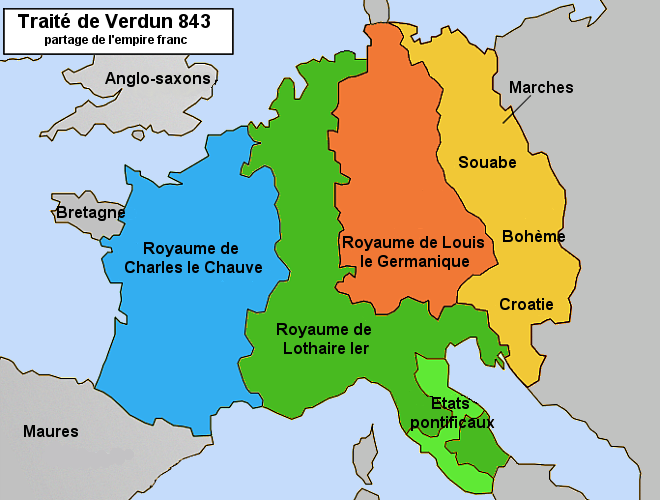
Розподіл земель за Верденським договором.

- У серпні укладено Верденську угоду між трьома синами Людовика Благочестивого, за якою Каролінзьку імперію розділено на три частини. Західно-Франкське королівство відійшло до Карла, Серединне королівство до Лотара, який зберіг за собою титул імператора, Східно-Франкське королівство до Людовика.
- Король Західно-Франкського королівства Карл II здійснив спробу забрати Аквітанію у Піпіна II, взяв в облогу Тулузу, але змушений був відступити.
- Кеннет I об'єднав під своїм правлінням скотів та піктів і став першим королем Шотландії.
- В Аль-Андалусі повстала Сарагоса.
- У Візантійській імперії скасовано політику іконоборства. На знак цієї події встановлено свято Торжества православ'я.
- Візантія здійснила спробу відбити Крит в арабів, але зазнала невдачі.
- У Китаї едикт імператора заборонив маніхейство.